# 구로세정
구로세정(일본어: 黒瀬町)은 일본 히로시마현 가모군에 존재했던 자치체이다. 정내를 지나는 국도와 현도가 정비되기도 하여 히로시마, 구레, 히가시히로시마 각 도시의 베드타운으로 발전해 왔다.
헤이세이의 대합병에서는 시외국번(0823)이 같고 정내를 흐르는 구로세 강의 하류에 있는 구레시의 일부가 될 것인가, 원래 같은 군이었던 히가시히로시마시(1974년 4월 20일 가모군 중 사이죠·시와·다카야·하모토마쓰 각 정이 합병해 발족)의 일부가 될 것인가로 갈등을 빚었지만 결국 발전성이 높을 것(히가시히로시마 시는 히로시마현의 시정 중에서는 몇 안 되는 인구 증가 자치체이다)이나 같은 사이조 분지 안에 있는 것으로부터 히가시히로시마 시와의 합병으로 기울어져 2005년 2월 7일 가모군의  고우치정, 도요사카정, 후쿠토미정과 함께 히가시히로시마시에 편입되었다.

## 역사
- 1889년 4월 1일 - 시정촌 시행으로 이타키촌, 가미구로세촌, 시모구로세촌, 나카구로세촌이 성립하였다.
- 1954년 3월 31일 - 이타키촌, 가미구로세촌, 시모구로세촌, 나카구로세촌이 합병해 이전의 정역에 해당하는 구로세정이 성립하였다.
- 2005년 2월 7일 - 가모군 고우치정·도요사카정·후쿠토미정, 도요타군 아키쓰정과 함께 히가시히로시마시에 편입되었다.

## 교통

### 철도
- 서일본 여객철도
  - 산요 신칸센
  - 산요 본선
  - 구레선

### 도로
- 히가시히로시마쿠레 자동차도(일본어판)
- 국도 제375호선 (일본)(일본어판)